# 극좌

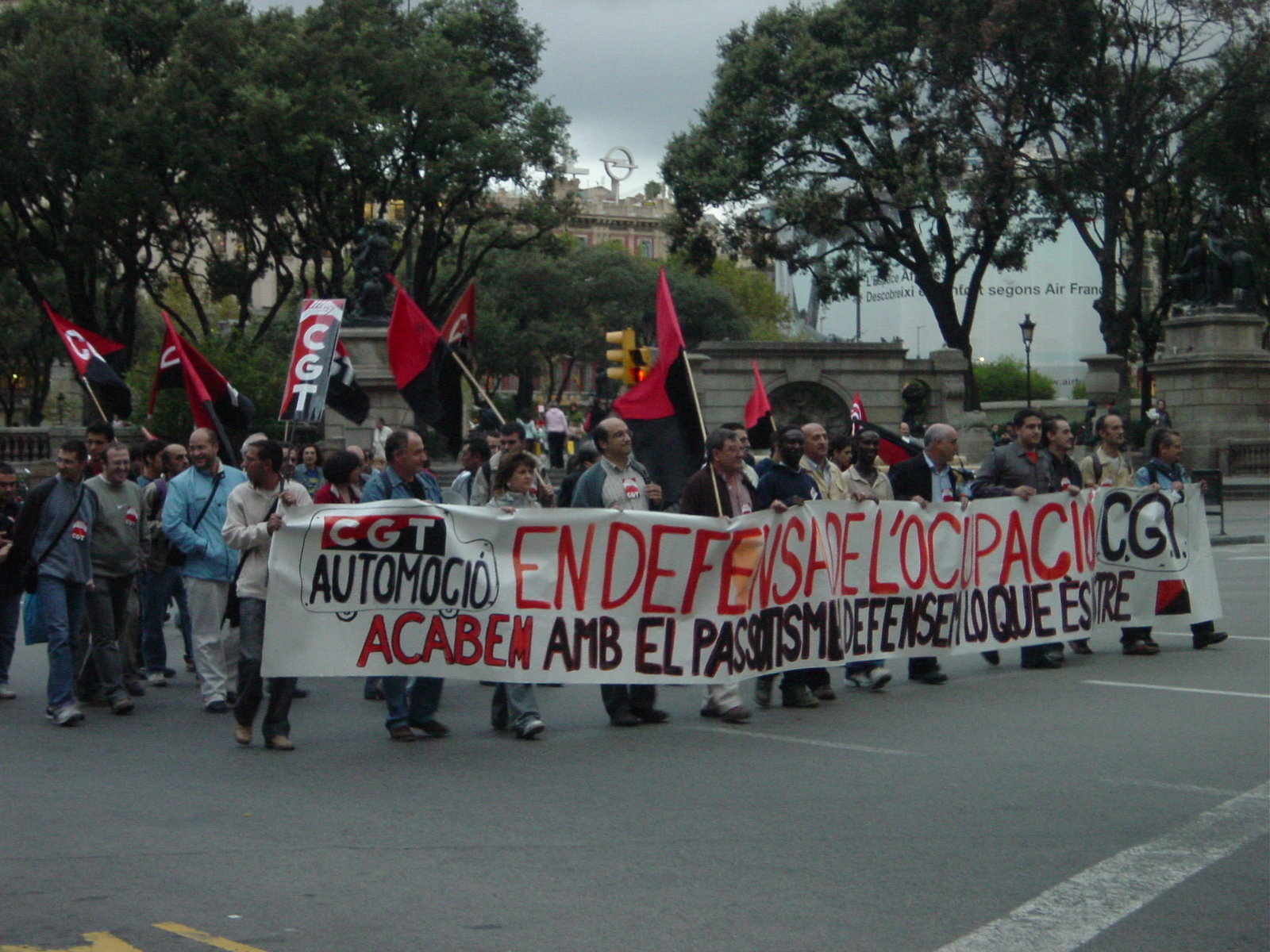
시위하는 생디칼리스트들

극좌(極左, 영어: Far-left politics)는 급진적인 사회주의나 공산주의적인 성향, 사람, 세력을 가리킨다. 자유주의적 극좌는 아나키즘으로 대표되는 극단 자유주의와 상통한다고 평가된다. 공통점으로는 인간의 보수적 사회 통념, 그리고 부르주아적인 모든 체제, 사회·적문화에 반대한다는 것이다.
극좌 정치 세력은 크게 두 분류로 나뉘는데 중앙집권 일당제 정치를 선호하는 공산주의인 마르크스주의 성향을 보이는 극좌와, 그와 다르게 중앙집권적 정당의 필요성을 인정하지 않고 정당 활동을 배제한 채 좌익 운동을 하는 아나키즘과 자유지상주의적 사회주의(아나코-생디칼리즘, 생디칼리즘과 같은) 성향의 극좌 세력이 있다. 전자는 좌익 운동을 당에 의존하고, 자본주의 체제를 계획적이고 조직적으로 붕괴시키려고 하거나, 권위주의적 극단성을 보이기도 하지만, 후자의 경우는 자본주의적 사회·문화를 포함하여 국가를 부정하고 모든 권위주의 현상을 비판하기 때문에 마르크스-레닌주의와는 다소 대립하는 정치 운동이기도 하다. 극좌 운동은 폭력적인 방법론과 테러리즘, 그리고 현실 사회주의 국가들 특유의 권위주의적이고 독재적인 정치체제로 비판받았다.

## 개요

### 극우와의 차이점과 공통점
극좌는 평등을 최우선의 가치로 여겨 이를 위해 다른 가치(예를 들면 경제, 정치, 사회의 자유를 일부 제한하며, 이는 대표적으로 마르크스-레닌주의에만 해당한다.)의 제한을 주장하거나, 둘 다 충족시키자는 이상주의를 내세운다. 또한 우익민족주의와 같은 인종주의 성향을 혐오하며, 국제주의적이다. 그러나 동시에 좌파민족주의(식민주의와 제국주의에 반대하는 사회주의적 민족주의) 정치 성향을 나타내기도 한다. 반대인 극우는 평등을 혐오하며, 평등을 억압하고 또한 정치·사회적 자유까지도 일부 제한하고 국가를 유기체적 존재와 동일시하여 국가를 숭배하고 인종주의 성향이 있으며, 국가를 숭배하기 때문에, 이들(극우파)은 자국이 더 강력한 국가가 되길 원하며, 지나친 경제개발주의와 엘리트주의를 주장한다.
공통점으로는 사상의 극단성이 여타 다른 분파들에 비해 심하며, 폭력적 직접 행동이 동반한다는 것이다. 또한 이들은 온건파에 의해 비판을 수 없이 받으며(예를 들면 극좌는 온건좌파에게, 극우는 온건우파에게 비판을 받는다.), 사상에 치우쳐 지나치게 편향적이라는 것이다. 극좌의 대표적인 인물로 블라디미르 레닌과 같은 혁명가가 있으며, 극우의 대표적인 인물로는 아돌프 히틀러가 있다.

### 권위주의적 극좌와 반권위주의 극좌
'권위주의적 극좌' 사상이라고 평가받는 마르크스-레닌주의는 특정 이념을 유지하기 위해 일련의 전체주의적 체제를 성립한다는 평가도 존재한다. 이런 점에서 권위주의적 극좌는 또 다르게 양극단에 치우친 극우와도 유사한 보여준다. 반면, 사회 아나키즘 계열의 '반권위주의 극좌'는 시민의 정치 참여 확대, 개인 자율화, 평등을 모두 급진적으로 주장하기 때문에 직접 행동을 강조한다는 것 외에는 흔히 알려진 극우와 유사점이 존재하지 않는다. 반권위주의적 극좌는 권위주의적 극좌가 파시즘과 다를 바 없다고 보는 시각이 존재한다.

## 각국의 극좌

### 대한민국의 극좌
대한민국 정부 수립인 1948년부터 1960년대에 걸쳐, 국내의 빨치산들이나 공산주의자들은 미군정 치하 및 6.25 전쟁 당시 대부분 월북하였고, 잔존했던 극좌파도 전원 토벌되면서 극좌정당의 명맥은 끊어진다. 이후 한동안 극좌 지식인들이 나오지 못했으나, 1970년대 후반부터 군부 독재에 대한 반발로 인해 공산주의 사상이 국내에 다시 확산되기 시작했다.
1980년대 초에 대한민국 학생운동권의 혁명이론인 NLPDR(민족해방민중민주주의혁명론)이 대두됐다. 그 골자는 대한민국의 식민지성을 인정하고, 이에 기초하여 대한민국 사회를 반식민반자본주의사회(半植民半資本主義社會)로 보는 것에 있다. 학술적으로는 마오쩌둥 사상과 주체사상에 영향을 받았다. 1980년대 중반에 들어서면서 NL계열(민족해방)과 PD계열(민중민주파)로 분리되었다. 1989년 동유럽 공산정권의 붕괴와 1991년 소련의 붕괴로 인하여 다시 극좌파의 힘이 약해졌다.
1989년 11월 12일, 박노해와 백태웅은 남한사회주의노동자동맹(사노맹)을 결성하였다. 사노맹은 반제국주의, 반파쇼, 민족해방을 이념으로 '폭력, 소요 사태를 일으켜 노태우 정부를 타도한 후 대한민국을 사회주의 국가로 만드는 것'을 목적으로 활동하였다. 1991년 4월 29일 국가안전기획부에 의하여 해산되었으며, 대법원 판결에 따라 반국가단체로 확정되었다. 사노맹의 핵심 인물이었던 박노해는 7년여의 수배생활 끝에 1991년 체포되어 무기징역에 처해졌으나, 1998년 김대중 정부의 특별사면으로 7년 6개월만에 석방되었다. 백태웅은 국가보안법 위반으로 체포돼 1991년 징역 15년형을 선고받았으나, 1999년 3월 1일 김대중 정부의 특별사면으로 석방되었다. 은수미는 국가보안법 위반으로 구속돼 6년형을 선고받았으나, 1998년 김대중 정부의 특별사면으로 석방되었다. 조국은 교수(울산대학교 사회과학대학 법학과 조교수)로선 처음으로 국가보안법 위반으로 구속되어 반 년간 수감되었다.
2014년 8월 11일, 서울고법 형사9부(부장판사 이민걸)는 내란 선동 및 국가보안법 위반 혐의로 구속 기소된 이석기 의원에게 징역 9년형을 선고했다. 2014년 12월 19일, 헌법재판소는 통합진보당이 북한식 사회주의를 추종하며 북한의 대남혁명전략과 노선을 같이한다는 등의 이유를 들어 재판관 8대1의 의결로 통합진보당을 강제 해산시켰고, 이석기, 김재연, 김미희, 오병윤, 이상규 등 통합진보당 소속 국회의원 5명의 의원직도 모두 박탈했다.
2020년 기준 극좌 이념을 표방하는 정당은 사회변혁노동자당, 민중민주당 등이 있다.

### 러시아의 극좌
러시아의 극좌는 제정 러시아 시절에도 존재했지만, 차르 정부의 탄압으로 세력이 거의 미미해졌다. 그러나 제1차 세계대전의 참전으로 식량이 부족해지자 민중들은 평화시위를 하였으며, 이를 억압한 피의 일요일 사건 이후, 러시아 혁명이 발발하면서 중도파인 카데트 및 중도좌파, 극좌세력까지 단결하여 제정러시아에 대항하여 투쟁하였고, 그 결과 임시정부가 세워졌다.
당시 임시정부는 좌파정당인 러시아 사회민주노동당이 크게 성장하고 있었고, 당내에는 중도좌파 사회민주주의 성향의 멘셰비키가 당권을 손에 쥐고 있었고 극좌익 마르크스주의 볼셰비키는 힘을 얻지 못하였다.
그러나 임시정부가 제1차 세계대전을 지속하면서 멘셰비키는 러시아 민중들의 지지를 잃었고 전쟁 중단과 지주, 부르주아 타도를 외치던 볼셰비키가 당권을 장악하였다. 이후 볼셰비키는 소련을 건국하였고 당명을 소련 공산당으로 바꾸고 좌파와 중도좌파를 숙청, 처형하였다.
이후 고르바초프가 소련 공산당 서기장으로 취임하고 다당제 허용을 내거는 1989년 이전까지 소련 공산당 일당독재를 유지하였고, 고르바초프의 개혁개방 정책으로 혁신파들이 대거 유입되어 공산주의 성향이 희석되었으나, 소련 붕괴 이후 혁신계들이 소련 공산당을 탈당하면서 당명을 러시아 연방 공산당으로 바꾸고 다시 극좌 성향으로 되돌아왔다.
오늘날 러시아의 극좌들은 주로 소련시대를 그리워하는 권위주의적 극좌들로, 반동주의적 성향을 보이며, 소련을 다시 부활시켜야 한다고 주장하며 소련 붕괴 이후 잃어버린 영토 회복과 국가주의, 협동조합주의, 신스탈린주의적인 성향을 드러낸다.
대개 극우와 극좌가 서로 대립관계에 있는 보편적인 나라들과는 달리, 러시아의 극좌들은 대개 민족주의, 반동주의 뿐 아니라 소련시대처럼 강력한 러시아를 꿈꾸는 팽창주의 등, 다른나라 좌파와 달리, 부분적으로는 우파와 상당히 유사한 이념을 신봉하기 때문에 러시아 내 극우들과 정치적, 사회적으로 협동하기도 한다.
대표적인 사례로 2005년 1월 13일에는 러시아 자유민주당, 조국당과 합작해 "종교 및 인종적인 모든 유대인 단체들의 활동을 금지시켜 달라"는 청원서를 검찰 당국에 보내는 등 극우와 다를바 없는 행보로 사회적인 비판을 받기도 하였다.

### 미국의 극좌
베트남 전쟁 시기인 1960년대에서 1970년대 사이에는 자유지상주의적 극좌 운동이 활발했다. 동시에 자유주의 정치 성향이 강했던 미국은 권위주의적 극좌 운동이 이 시기에도 크게 자리잡지는 못했다. 이 시기에 유입된 사상으로는 모택동주의, 혁명적 조합주의가 있으며, 당시, 극좌들은 베트남 전쟁에서 미군을 철수할 것을 요구했고, 제국주의와 자본주의, 권위주의에 대해서 신랄하게 비판했다. 이중에는 과격한 무장 흑인해방집단인 흑표당도 존재했다. 1970년대 중후반에는 신공산주의운동이라는 마르크스-레닌주의 계열 극좌 단체도 생겨났다.
그러나, 1980년대 소련의 쇠퇴와 미국 내 좌익 운동의 쇠퇴기도 함께 찾아오면서 수많은 히피나 극좌 운동가들이 전향, 신보수주의 대열에 참가하기에 이른다. 오늘날에는 무정부-조합주의가 미국 극좌 운동의 대표격이다. 정당으로는 미국 공산당과 미국 노동자당이 있으며, 미국 노동자당은 2007년에 해산되었다. 이들은 월가 점거에 대해서 적극적으로 활동하였으며, 미국의 금융자본세력과 군수산업자본세력의 타도를 외치는 동시에 자국의 패권주의에 대해 비판한다. 이 극좌 운동에서 활발하는 일부 철학자들은 포스트모더니즘 성향을 띠기도 하며, 무신론의 영향도 많이 받았다.

### 일본의 극좌
1900년 일본사회주의협회를 시작으로, 1901년 일본 사회민주당이 창당되면서 일본 좌익 운동이 활발하게 일어났다. 1922년에는 일본 공산당이 창당되어서 극좌 지식인들도 많이 활동했다. 그러나 이들의 존재에 대해서 좋게보지 않았던 일본 제국 의회는 1925년 치안유지법을 제정하여 좌익 지식인들을 탄압한다. 결국 1945년 일본 항복까지 일본 좌익들은 광범위하게 숙청당했다.
1945년에는 일본 사회당이 출범하여 일본 좌익 세력을 이끌었으나, 극좌 세력은 흔하지 않았다. 더군다나, 일본 시민의식, 문화를 볼 때 좌익 정치운동은 당대 현실에 맞지 않았으며, 그 때문에 광범위한 지지를 받지 못했다는 점도 크다. 하지만 1960년대 중반부터는 베트남 전쟁 반대 시위와 더불어, 일본 학생운동권에서 공산주의(특히 트로츠키주의), 사회주의, 아나키즘은 매우 기본적인, 보편화된 사상으로 평가받게 되었다. 이 시기는 일본의 극좌들이 매우 활발하게 활동하던 시기이며, 전학공투회의, 안보투쟁 등등 수많은 극좌 성향의 학생운동 단체와 이념운동이 잦았다.
그러나 1969년에 조직된 극좌 성향의 무장 테러리스트 단체인 일본 적군파가 나오면서, 그들의 과격 활동에 대해 반발심을 느낀 일부 학생운동권과 시민들이 극좌 정치운동가들에 대해 등을 돌리면서, 1970년대 초반에 일본 극좌 학생운동권은 붕괴된다. 따라서 오늘날 일본의 극좌 정치운동 세력은 붕괴되었다고 볼 수 있으며, 일본 공산당의 경우는 일본 내에서 제일 좌익 성향이 강한 정당이지만, 일반적인 공산당과는 다른 온건한 사회민주주의 노선이 강하기 때문에 극좌라고 하기 어려운 부분이 많다.
오늘날의 일본 극좌 사상은 소수의 지식인들만 따르고 있다. 이들은 과격한 반미주의와 더불어, 주일미군, 미일동맹 폐지, 천황제 폐지 및 공화제 전환, 원전 폐기, 노동자 자주관리 시스템, 평화헌법 존중 등을 주장한다.

### 중국의 극좌
1921년에 창당된 중국 공산당은 중국 대륙에서 모인 극좌 지식인들이 결성한 정당이었다. 중국 국민당의 손중산은 중국의 극좌들에 대해서 호의적이었으며, 중국 공산당과 연대를 했었다. 하지만, 1925년 장개석이 국민당의 총사령관이 되고 1927년부터 국민당 내 공산주의, 사회주의자들을 숙청하면서, 중국의 극좌들은 강서성을 중심으로 무장 투쟁 활동을 전개했다.
1937년, 모택동의 공산당은 일본군에 대항하기 위해서 국민당과 임시 동맹을 체결했다. 중일전쟁 종전 후 1946년에는 제2차 국공내전이 재개되어, 다시 국민당에 대항해 싸웠으며, 1949년에 승리하여 중화인민공화국을 건국했다.
1950년대 중반에 시작된 대약진운동은 실패로 끝나, 모택동이 사임했다. 국가주석으로 강등된 모택동은 권력을 재탈환하기 위해서 전례가 없었던 문화대혁명이라는 극좌 운동을 선동했다. 1966년부터 1976년까지 중국 사회는 '좌익'에 반대되는 모든 가치개념이 금지되어왔다. 모택동 사후, 화국봉이 잠시 중국이 지도자로 있다가 등소평이 1981년 군사주석의 자리에 오르면서, 중국 내부에서의 극좌적 정책은 폐지되고, 실행되지 않았다.
정치경제학자 이안 브레머는 오늘날의 중국 공산당은 좌익 정당이라고 하기엔 어려우며, 그저 시장경제에 필요한 강력한 영향력을 지닌 정당일 뿐이라고 주장한다. 중국 극좌는 문화대혁명 시절로 회귀할 것을 주장하며, 현재 노동착취가 심한 중국 사회에서 그 이념의 극단성은 더욱 더 치중되고 있다. 이들은 중국 사회에서 착취로 부를 축적한 자본가 계층에 대한 엄벌을 처할 것을 요구하며, 노동자 자주관리 시스템, 배급제를 더불어 의료, 주거, 교육의 무상화를 다시 실행해야 한다고 주장한다.

### 프랑스의 극좌
프랑스는 역사적으로 좌익 성향의 혁명이 매우 잦게 일어났다. 대중공동체, 노동자 자주경영 경제 체제로 이루어진 파리 코뮌이 1871년에 민중 봉기로 잠시나마 존재했으며, 1920년대 후반 경제 공황 시기에도, 유일하게 서유럽에서 공산주의 정부가 잠깐이나마 들어섰다. 2차 대전 시기에는 극좌들을 중심으로 레지스탕스 운동이 전개되었으며, 아나키즘이 유럽에서 제일 크게 흥한 나라이기도 하다. 1968년에는 68 혁명이라는 신좌익 운동, 사회주의 대중운동이 전 서방권에서 최고 규모로 일어났다. 이 시기에 프랑스는 사회 근본 체제가 대중 운동가들에 의해 급진적으로 바뀌었다. 그러나 프랑스 극좌들의 과격하고 잦은 노동쟁의가 프랑스 경제 상태에 악영향을 끼친다는 지적이 크다.
프랑스는 전 유럽 국가들을 통틀어서 극좌의 정치 세력화, 정치 대중화가 제일 큰 규모로 진행된 국가이다. 또한 프랑스의 철학계에서 극좌 지식인들의 역할이 매우 두드러진다. 노동자의 노조가입률은 높으며, 20대 유권자의 경우는 생디칼리즘이나 공산주의 성향을 흔히 보인다. 프랑스의 좌파전선(공산당, 좌파당, 반자본주의신당, 노동자 투쟁 정당의 합산) 의석수는 33석이 넘으며, 전체 의석수에 약 10%에 해당한다. 그러나, 세계 경제위기에 프랑스도 예외 대상은 아니었다. 현재 프랑스에서는 세계 경제위기의 주범들에 대한 관심보다는 당장 앞에 놓인 외노자, 다문화 문제가 국민 대다수에게 더 크게 작용했다. 때문에 현재 프랑스 극좌의 입지는 낮아졌다.

## 사상

### 마르크스주의 계열 극좌 사상
- 레닌주의
  - 마르크스-레닌주의
    - 마오쩌둥 사상
    - 주체사상
    - 호자주의
    - 호치민사상

  - 트로츠키주의
- 좌파공산주의

### 자유지상주의적 극좌사상
- 자유지상주의적 사회주의
  - 평의회주의
  - 자유주의적 마르크스주의 (자유지상주의적 마르크스주의)
    - 좌파공산주의
- 사회적 아나키즘
  - 아나코-집산주의
  - 아나코-조합주의
  - 아나코-공산주의
  - 반란적 아나키즘
  - 아나코-코뮤니즘

### 수정적 극좌사상
- 21세기 사회주의
  - 차베스주의
- 중국특색사회주의
- 신마르크스주의
- 유럽공산주의

## 극좌 정당
주로 극좌 정당들은 자신들을 극좌라고 하지 않고 급진좌파라고 한다.

### 현존하는 극좌 정당
- 민중민주당, 사회변혁노동자당
- 프랑스 공산당, 노동자 투쟁, 반자본주의 신당
- 사회주의노동자당, 영국 공산당
- 반긴축동맹–이윤 이전에 인민
- 노르웨이 적색당
- 적녹동맹
- 벨기에 노동당
- 스페인 공산당
- 좌파연합
- 보헤미아 모라바 공산당
- 좌파당
- 그리스 공산당
- 러시아 연방 공산당
- 벨라루스 공산당
- 몰도바 공화국 공산당
- 스위스 노동당
- 오스트리아 공산당
- 조선 로동당
- 쿠바 공산당
- 중국 공산당
- 베트남 공산당
- 라오 인민혁명당
- 인도 공산당
- 하다시
- 미국 공산당, 자유사회당
- 노동당
- 브라질 공산당
- 베네수엘라 연합사회당, 베네수엘라 공산당
- 칠레 공산당
- 경제자유투사

### 과거에 존재했던 역사적인 극좌 정당
- 남조선로동당
- 민주사회당
- 독일 통일사회당
- 러시아 사회민주노동당, 볼셰비키, 혁명노동당, 러시아 공산인민당의 소련 공산당
- 흑표당
- 소련 공산당
- 이란 인민 페다이 게릴라 기구, 노동계급 자유전투기구, 페이카르
- 이탈리아 공산주의자당, 이탈리아 공산당 (2014년), 이탈리아 사회당[22], 이탈리아 혁명적 사회당, 이탈리아 공산당 (1921년), 프롤레타리안 단결당, 프롤레타리안 민주주의, 이탈리아 마르크스-레닌주의당
- 크메르 루즈
- 혁명적 공산주의자 동맹

## 같이 보기
- 극우 정치
- 문화대혁명
- 일본 적군파
- 독일 적군파
- 좌파청년